# Неай Трасак Паем Чай
Неай Трасак Паем Чай (кхмер. ត្រសក់ផ្អែម រឺ ពញាជ័យ) — узурпатор, фактичний правитель Кхмерської імперії.

## Правління
Захопив владу в результаті перевороту й повалення свого попередника, останнього імператора кхмерів, Джаявармана IX.
За його володарювання в державі остаточно закріпився буддизм. Відтоді правитель, який до того часу обожнювався та вважався посередником між людьми й небесами, став простим смертним, якого звели на престол завдяки чеснотам і піклуванню про свій народ.